# فيقوع لحوي
فيقوع لحوي (الاسم العلمي: Tolpis barbata) هو نوع من النباتات يتبع جنس الفيقوع من الفصيلة النجمية.